# IPhone 6s
Pour un article plus général, voir iPhone.
Pour les articles homonymes, voir iPhone (homonymie).
L'iPhone 6s et l'iPhone 6s Plus sont des smartphones, modèles de la 9e génération d'iPhone de l'entreprise Apple. Ils suivent les iPhone 6 et iPhone 6 Plus et précèdent les iPhone 7 et iPhone 7 Plus. Ils sont dévoilés le 9 septembre 2015. 
L'iPhone 6S a une conception similaire à celle de son prédécesseur mais comprend un nouveau matériel, notamment un boîtier renforcé et un processeur SoC amélioré, un appareil photo arrière de 12 mégapixels qui peut enregistrer des vidéos avec 30 images par seconde, un capteur Touch ID amélioré, un réseau LTE Advanced et des fonctions Siri sans avoir besoin d'être branché. Il introduit également une nouvelle fonctionnalité matérielle appelée 3D Touch, qui permet des saisies tactiles sensibles à la pression.
Les smartphones ont reçu un accueil généralement positif. Si la plupart des critiques saluent les performances et la qualité de l'appareil photo, l'ajout du 3D Touch est apprécié pour le potentiel d'interactions de l'interface entièrement nouvelle, mais pas pour avoir fourni aux utilisateurs la réaction intuitive attendue avant l'utilisation de la fonction. La durée de vie de la batterie est critiquée. 
Les smartphones ont établi un nouveau record de commercialisation avec 13 millions de modèles vendus, contre 10 millions pour leur prédécesseur l'année précédente.  Toutefois, Apple connait un premier déclin trimestriel des ventes d'iPhone d'une année sur l'autre dans les mois qui suivent le lancement, ce qui est dû à la saturation du marché des smartphones dans les plus grands pays et à l'absence d'achats dans les pays en développement.

## Lancement
Avant le dévoilement officiel, plusieurs aspects font l'objet de rumeurs, notamment le modèle de base disposant de 16 Go de stockage, la technologie d'affichage sensible à la pression connue sous le nom de 3D Touch et une nouvelle couleur, l'or rose,,. Ce sont les derniers modèles d'iPhone avec l'iPhone SE possédant une prise jack. 
Ils sont révélés lors d'une conférence de presse donnée par Tim Cook au Bill Graham Civic Auditorium à San Francisco, le 9 septembre 2015. Les pré-ventes débutent le 12 septembre et la commercialisation est lancée le 25 septembre.
Le 7 septembre 2016, les iPhone 7 et iPhone 7 Plus sont mis en vente et les iPhone 6s et iPhone 6s Plus sont à un prix réduit. 
Ils sortent aux côtés de leurs successeurs en Indonésie le 31 mars 2017.

## Composition

### Écran
Les écrans sont de la même taille que ceux de leurs prédécesseurs. Ils sont dotés du 3D Touch, une technologie permettant d'avoir un aperçu des notifications avec une pression tactile un peu plus forte. Cette technologie est similaire au Force Touch, utilisé sur les Apple Watch. Le capteur Touch ID est également mis à jour, la nouvelle version améliore les performances de lecture des empreintes digitales par rapport à la version précédente.

### Appareil photo
Les smartphones sont équipés d'un appareil photo arrière de 12 mégapixels pouvant enregistrer des vidéos en 4K et en Full HD, une première pour un iPhone. L'appareil photo est bien accueilli par de nombreux journalistes critiquant le téléphone. La version 16 gigaoctets du téléphone peut contenir que 40 min de vidéo en 4K (48 Mbit/s). Les photos peuvent également être prises lors de l'enregistrement d'une vidéo. 
Comme ses prédécesseurs, la résolution de l'appareil photo frontal ne dépasse pas les 720 px.

### Connectivité
Les capacités de leurs batteries sont légèrement inférieures (1 715 mAh et 2 750 mAh), mais Apple estime qu'ils ont la même durée de vie moyenne que leurs prédécesseurs (1 810 mAh et 2 906 mAh). Les appareils présentent un certain degré de résistance à l'eau grâce à une modification de la conception interne, consistant à placer un joint en silicone autour des composants de la carte mère et un joint étanche autour de l'écran pour éviter qu'ils ne soient court-circuités par une exposition accidentelle à l'eau.

### Processeur et mémoire

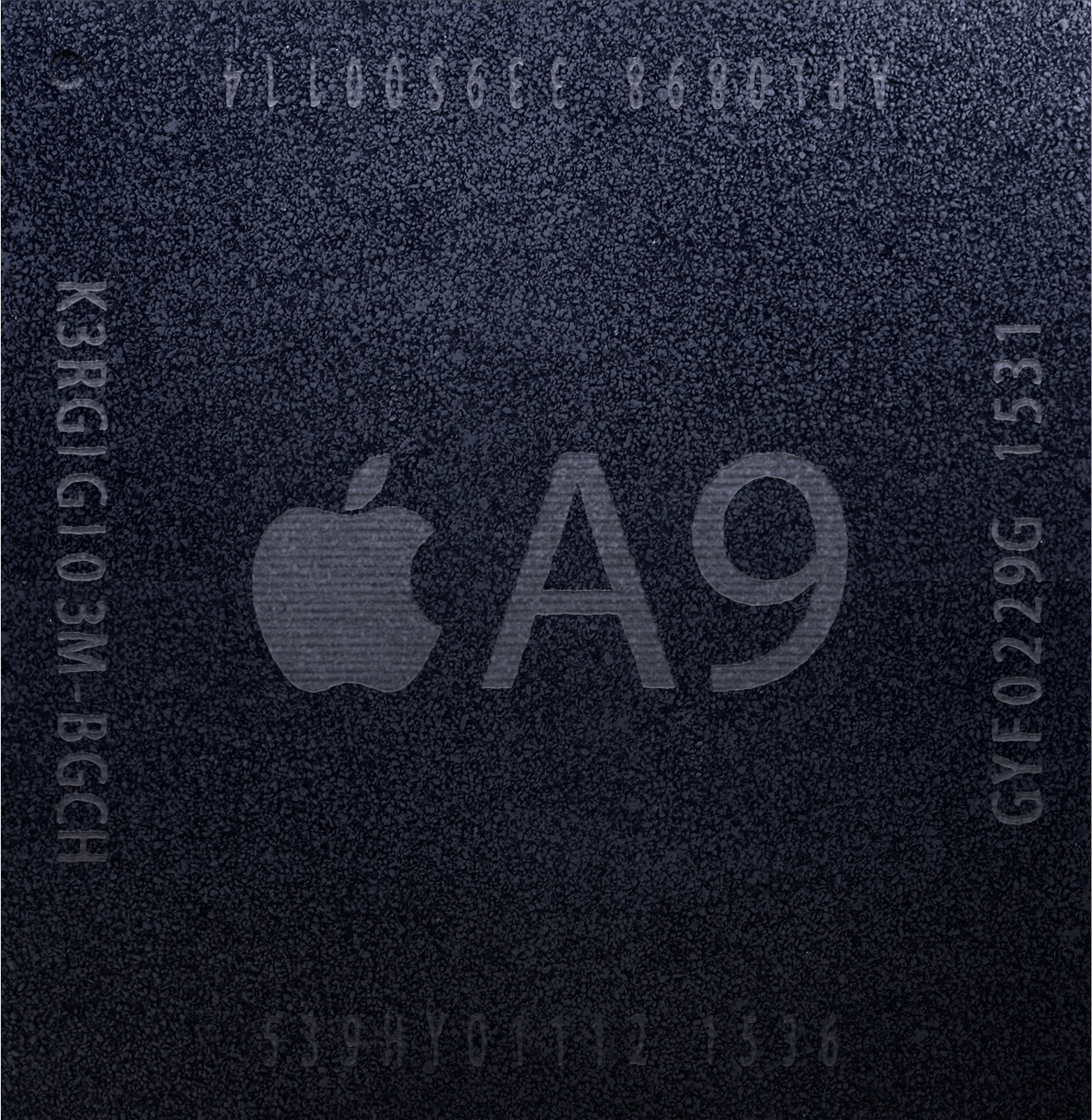
Processeur SoC Apple A9.

Le smartphone est équipé du processeur SoC Apple A9 bicoeur, fabriqué par l'entreprise TSMC, qui est jusqu'à 70 % plus rapide que le processeur précédent et offre des performances graphiques jusqu'à 90 % supérieures. Les appareils disposent de 2 Go de mémoire vive, soit deux fois plus que les précédents, et prennent également en charge la technologie LTE Advanced. Initialement, ils sont disponibles en 16 Go, 64 Go et 128 Go de stockage interne. Après la sortie de l'iPhone 7 en septembre 2016, les modèles de 16 Go et 64 Go sont remplacés par la version de 32 Go. Pour améliorer les performances de stockage, les smartphones utilisent le NVM Express, permettant d'obtenir une vitesse de lecture moyenne maximale de 1 840 mégaoctets par seconde.

## Conception

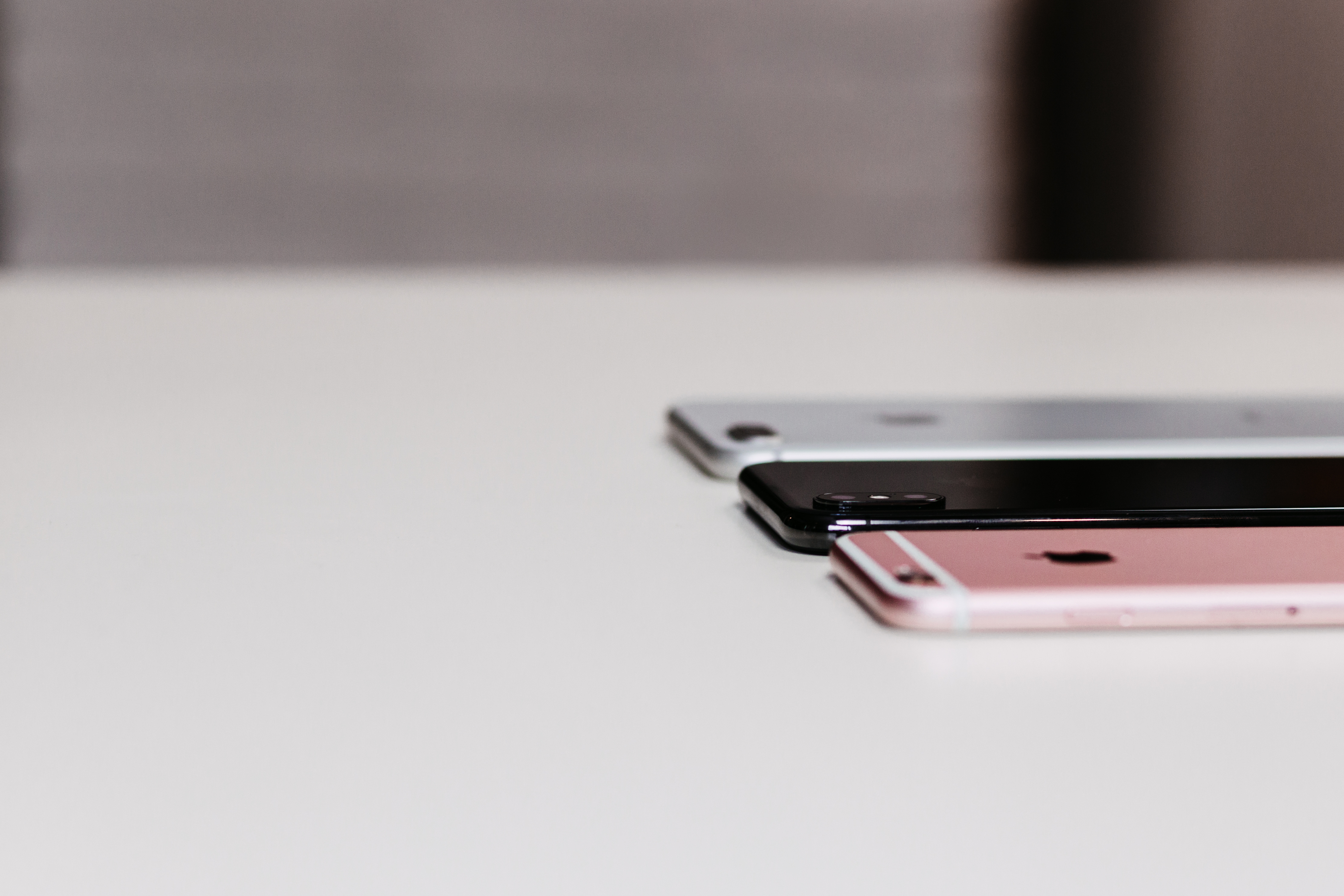
Un iPhone 6s or rose, un iPhone X noir et un iPhone 8 Plus argent.

La conception est presque identique à celui de leur prédécesseurs. En guise de réponse aux défauts de conception du modèle précédent, des modifications sont apportées pour améliorer la résistance du châssis : un alliage d'aluminium plus résistant, les boîtiers arrière sont renforcés et affinés, et les circuits intégrés de l'écran tactile sont replacés dans l'ensemble de l'écran.
Outre les couleurs existantes d'or, d'argent et de gris sidéral, une nouvelle couleur, or rose, est introduite.

## Logiciel
Les appareils sont fournis avec iOS 9 ; le système d'exploitation d'Apple utilisant le système 3D Touch pour permettre la reconnaissance de nouveaux gestes et commandes, y compris le fait d'afficher le contenu en appuyant plus fort, et d'accéder à des menus contextuels avec des liens en restant appuyé sur les icônes de l'écran d'accueil. Les iPhone 6s supportent 7 versions. iOS 15 est compatible mais pas toutes les nouveautés 

## Fin de commercialisation
L’iPhone 6s n’est plus vendu par Apple le 12 septembre 2018.

## Réception
Samuel Gibbs du journal The Guardian déclare que « le téléphone a le potentiel d'être le meilleur smartphone du marché, mais que la courte durée de sa batterie est profondément frustrante et décrit l'appareil comme n'ayant plus une longueur d'avance sur la concurrence ». Le site AnandTech décerne le prix du Choix de l'éditeur basé sur les performances du téléphone et l'ajout de la fonction 3D Touch.

## Problèmes
Un faible nombre de smartphones fabriqués entre septembre 2015 et octobre 2015 comportent des batteries défectueuses, la firme annonce en novembre 2016 un programme de remplacement gratuit de ces batteries dans les Apple Stores ou sur le site d'Apple directement. 

## Impact environnemental
Selon leur propre rapport, Apple estime que l'iPhone 6s émet 54 kg de CO2. Pour la version 128 Go, ces émissions sont de 61 kg.